# Aage Hertel
Aage Hertel (Frederiksberg, 17 ottobre 1873 – Frederiksberg, 3 gennaio 1944) è stato un attore danese.

## Biografia
Inizialmente apprendista di scenografia al Teatro reale danese di Copenaghen venne in seguito ammesso alla scuola di recitazione annessa al teatro. Fu più tardi attivo presso il Dagmarteatret della capitale danese (1901-1909) e l'Odense Teater (1923-24).
Ha debuttato nel cinema con la Nordisk Film nel 1910, ed è stato in seguito uno degli attori più prolifici della compagnia, avendo preso parte a circa 90 film muti fino al 1928. Ha recitato in un unico film sonoro (Millionærdrengen) nel 1936. Ha interpretato principalmente ruoli di antagonista, ed è noto nel ruolo del "cattivo" nelle serie filmiche Gar el Hama e Manden med de ni Fingre.
Figlio del colonnello Harald Christian Hertel (1827-1881) e di Michaelle Elisabeth Thomsen, si è sposato nel 1901 con la norvegese Lulla Omsted (nata nel 1870), dalla quale poi si è separato. È sepolto al cimitero Garnisons Kirkegård di Copenaghen.

## Filmografia
- Helgeninderne, regia di Benjamin Christensen
- Dobbeltgængeren, regia di Holger Rasmussen (1910)
- Elskovsbarnet, regista sconosciuto (1910)
- Mellem Pligt og Kærlighed, regista sconosciuto (1910)
- De fire Djævle, regia di Robert Dinesen, Carl Rosenbaum e Alfred Lind (1911)
- Dr. Gar el Hama (ruolo: dottor Gar el Hama; regia di Eduard Schnedler-Sørensen, 1911)
- Den farlige alder (ruolo: cantante italiano; regia di August Blom, 1911)
- Hamlet (ruolo: Claudius, re di Danimarca; regia di August Blom, 1911)
- Ungdommens Ret (regia di August Blom, 1911)
- Livets Løgn (regia di August Blom, 1911)
- La grande attrazione (Dødsspring til Hest fra Cirkuskuplen), regia di Eduard Schnedler-Sørensen (1912)
- Dr. Gar el Hamas Flugt, regia di Eduard Schnedler-Sørensen (1912)
- Montmartrepigen (ruolo: Jack; regista sconosciuto, 1912)
- Hjærternes Kamp (regia di August Blom, 1912)
- Kærlighed og Penge (regia di Leo Tscherning, 1912)
- Bagtalelsens Gift (ruolo: clown Pierre; regia di Valdemar Hansen, 1912)
- Dødens Brud (ruolo: Otte Beckert, medico; regia di August Blom, 1912)
- Det farlige Spil (ruolo: Willy, attore; regia di Eduard Schnedler-Sørensen, 1912)
- Tropisk Kærlighed (regia di August Blom, 1912)
- Kærlighed og Venskab (ruolo: principe russo; regia di Eduard Schnedler-Sørensen, 1912)
- Jeg vil ha' en Søn (regista sconosciuto, 1912)
- Et Drama i Kystbanetoget (regia di Eduard Schnedler-Sørensen, 1913)
- Højt Spil (ruolo: Wroblewsky, agente di polizia; regia di August Blom, 1913)
- En farlig Forbryderske (regia di Eduard Schnedler-Sørensen, 1913)
- Staalkongens Villie (regia di Holger-Madsen, 1913)
- Gøglerens Datter (regia di Leo Tscherning, 1913)
- Pressens Magt (ruolo: Peppe Purillo, giornalista; regia di August Blom, 1913)
- Den tredie Magt (ruolo: Miller, spia; regia di August Blom, 1913)
- Amors Krogveje (regia di Robert Dinesen, 1914)
- Opiumsdrømmen (regia di Holger-Madsen, 1914)
- Eventyrersken (ruolo: barone Otto Gyldenkrantz; regia di August Blom, 1914)
- Gar el Hama III (ruolo: Gar-el-Hama; regia di Robert Dinesen, 1914)
- Søvngængersken (regia di Holger-Madsen, 1914)
- Tugthusfange No. 97 (ruolo: Friedrich Blaske, detenuto; regia di August Blom, 1914)
- Manden med de ni Fingre I (ruolo: John Smith, "L'uomo con nove dita"; regia di A. W. Sandberg, 1915)
- Manden med de ni Fingre II (ruolo: John Smith, "L'uomo con nove dita"; regia di A.W. Sandberg, 1915)
- Juvelerernes Skræk (ruolo: John Vermiel; regia di instruktør Alexander Christian, 1915)
- En Skæbne (ruolo: William Sullivan, avventuriero; regia di Robert Dinesen, 1915)
- Et Haremsæventyr (ruolo: sceicco Achmed Bey; regia di Holger-Madsen, 1915)
- Naar Hævngløden slukkes (ruolo: principe Albert ottavo; regia di Robert Dinesen, 1915)
- Brandmandens Datter (ruolo: Wendel, insegnante di danza; regia di Alfred Cohn, 1915)
- Barnets Magt (ruolo: Milot, malvivente; regia di Holger-Madsen, 1915)
- Per l'amore della patria (Pro Patria) (ruolo: tenente Rudolph Swaiz; regia di August Blom, 1916)
- Hvo, som elsker sin Fader (ruolo: conte Hilmer; regia di Holger-Madsen, 1916)

- Det gaadefulde Væsen (ruolo: Jean Velour, pittore; regia di Robert Dinesen, Lau Lauritzen Sr., 1916)
- De evige Flammer (ruolo: Shir-ben-Hadack, capo nomade; regia di Alexander Christian, 1916)
- Gentlemansekretæren (ruolo: Lord Cecil Roadburn; regia di Martinius Nielsen, 1916)
- Hendes Ungdomsforelskelse (ruolo: principe egiziano; regia di Martinius Nielsen, 1916)
- Proletardrengen (ruolo: Blank, malvivente; regia di A.W. Sandberg, 1916)
- Gar el Hama IV (ruolo: Gar el Hama; regia di Robert Dinesen, 1916)
- Prinsessens Hjerte (ruolo: principe Mikael; regia di Hjalmar Davidsen, 1916)
- Manden med de ni Fingre III (ruolo: John Smith, "L'uomo con nove dita"; regia di A.W. Sandberg, 1916)
- Manden med de ni Fingre IV (ruolo: John Smith, "L'uomo con nove dita"; regia di A.W. Sandberg, 1916)
- Penge (ruolo: Daigremont, possidente; regia di Karl Mantzius, 1916)
- Klovnen (ruolo: servitore del conte Henri; regia di A.W. Sandberg, 1917)
- Fjeldpigen (ruolo: Sorte Jack; regia di Eduard Schnedler-Sørensen, 1917)
- Manden med de ni Fingre V (ruolo: John Smith, "L'uomo con nove dita"; regia di A.W. Sandberg, 1917)
- Kærligheds-Væddemaalet (ruolo: barone von Feldthausen; regia di August Blom, 1917)
- Kvinden med de smukke Øjne (ruolo: Grimbert, usuraio; regia di Alexander Christian, 1917)
- Fiskerlejets Datter (ruolo: Martens, artista; regia di Hjalmar Davidsen, 1917)
- Pax æterna (regia di Holger-Madsen, 1917)
- Dommens Dag (ruolo: Luigi d'Aostra, banchiere; regia di Fritz Magnussen, 1918)
- Ansigtet i Floden (ruolo: Philip Roberts; regia di Hjalmar Davidsen, 1918)
- Pigen fra Klubben (ruolo: Lord Ernest Blackville; regia di Eduard Schnedler-Sørensen, 1918)
- Den firbenede Barnepige (regia di Lau Lauritzen Sr., 1918)
- En Kunstners Kærlighed (ruolo: professor Raymond; regia di A.W. Sandberg, 1918)
- I Opiumets Magt (ruolo: Collin, banchiere; regia di Robert Dinesen, 1918)
- Kammerpigen (ruolo: Edmund Glob, ispettore; regia di Robert Dinesen, 1918)
- Gar el Hama V (ruolo: Gar el Hama; regia di Robert Dinesen, 1918)
- Tidens barn (ruolo: Hans Helmers, capoofficina; regia di Martinius Nielsen, 1918)
- Lykkens Budbringer (ruolo: Otto Kern, ingegnere; regia di Alexander Christian, 1918)
- Manden med Arret (ruolo: Guido, fotografo ambulante; regia di A.W. Sandberg, 1918)
- Gøglerbandens Adoptivdatter (ruolo: Percival Ramsay, direttore generale; regia di Robert Dinesen, 1919)
- Grevindens Ære (ruolo: barone Emmerich von Saza; regia di August Blom, 1919)
- Kærlighedens Almagt (ruolo: barone Liegundt; regia di A.W. Sandberg, 1919)
- Maharadjahens Yndlingshustru II (ruolo: Tumai; regia di August Blom, 1919)
- Konkurrencen (ruolo: dottor Otto; regia di Robert Dinesen, 1919)
- Via Crucis (ruolo: tentatore; regia di August Blom, 1920)
- Kærlighedsvalsen (ruolo: maggiordomo a Borghjelm; regia di A.W. Sandberg, 1920)
- Har jeg Ret til at tage mit eget Liv? (ruolo: cambiavalute Hugo Steiner; regia di Holger-Madsen, 1920)
- Prometheus I-II (ruolo: Iwan Vorontzoff, imprenditore; regia di August Blom, 1921)
- La stregoneria attraverso i secoli (Häxan) (ruolo: inquisitore; regia di Benjamin Christensen, 1922; dansk/svensk)
- Den sidste Dans (ruolo: Ludvigsen; regia di A.W. Sandberg, 1923)
- En Kæreste for meget (ruolo: castellano; regia di Johannes Meyer, 1924)
- Maharajahens Yndlingshustru (ruolo: Randhi; regia di A.W. Sandberg, 1926)
- Il torneo delle maschere (Jokeren, Der Faschingskönig) (ruolo: Jonny; regia di Georg Jacoby, 1928)
- Millionærdrengen (regia di A.W. Sandberg, 1936)